# مير أنيس
مير ببر علي أنيس (تولد: 1803م– ممات: 1874م) والمعروف باسم مير أنيس كان شاعرًا هنديًا أوردويًا. استخدم أسلوب شعر تخلص. وقد كتب شعره باللغة الأردية واللغة العربية والفارسية والسنسكريتية. لفترة طويلة كتب مير أنيس في أدب المراثي الذي كان عادة في عصره. مات مير أنيس في 1291 للهجرة أي في 10 من كانون الأول 1874 ميلاديَّة.

## ولادته وعائلته
ولد مير ببر علي أنيس عام 1803 م في فيض آباد. في كتابه «شعراء مشهورون من عائلة مير أنيس»، يسرد زامير نقفي 22 شاعرًا من عائلة مير أنيس وشعرهم. أظهر الباحث في الأدب الأردي سيد تقي عبيدي أن عائلة مير أنيس كتبت الأدب الشعري على مدى ثلاثة قرون باللغتين الفارسية والأردية. كان مير أنيس شاعرًا من الجيل الخامس.

## التعليم والتدريب
يبدو أن والدة أنيس كانت مصدر إلهامه الأكبر، وقد حصل على تعليم شيعي. يشير نيار مسعود في بحث أجراه: إلى أن أنيس كان ضليعًا باللغة العربية وكذلك الفارسية. كما تلقى أنيس تدريبات عسكرية واكتسب معرفة دقيقة بالأسلحة القديمة والجديدة.

## الحياة

### حياته
تمت دعوة أنيس إلى لكهنؤ حيث وصل إلى أوج سمعته. مكث في لكهنؤ لأنه كان يعتقد أن فنه لا يحظى بالتقدير في أي مكان آخر. ومع ذلك بعد ضم البريطانيين لمملكة أوده، تم إقناعه بزيارة مدن عظيم آباد وفاراناسي وحيدر آباد والله آباد.
قام نواب طهوار بدعوة أنيس إلى حيدر آباد في عام 1870 ولكن رفض أن يقدم عرضًا أمام محكمة مير محبوب علي خان. ونظام حيدر آباد، إلا أن نظام حيدر آباد ذهب بنفسه إلى المجلس الذي كان مير أنيس يلقي فيه الشعر.

أثناء عودته من حيدر آباد، نزل مير أنيس في الله آباد وتلا مرثية عند قبر الراحل لالا بني براساد سريفاستافا، وكيل، الذي كان من محبي الحسين بن علي.

### مماته
توفي مير أنيس بتاريخ 1291 هجرية، 10 كانون الأول/ديسمبر 1874 ميلادية ودفن في مقر إقامته في لكهنؤ.

## العمل والمساهمة
وفقًا لمحمد حسين آزاد: من المؤكد أن الراحل مير أنيس قد ألف ما لا يقل عن عشرة آلاف مرثية، وسلام لا يحصى. قام بتأليفه بسهولة وبطريقة عرضية كما تحدث.

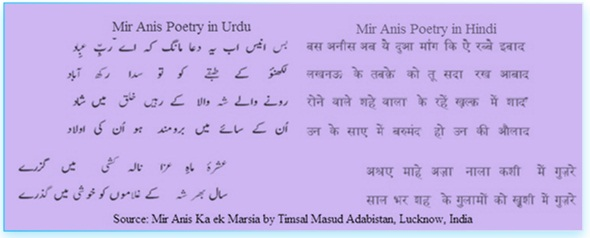

في مقالة كتبها شمس الرحمن فاروقي (كيف تقرأ إقبال؟): «وضع إقبال في موضع مفضل لأنه امتلك من بين آخرين بيدل بالفارسية ومير أنيس باللغة الأردية». ويؤكد كذلك قائلًا: ويؤكد أيضًا: «إن ذكر مير أنيس قد يفاجئ البعض منا حتى ندرك أن مرثيات مير أنيس هي أفضل نماذج ما قبل الحداثة في اللغة الأردية للشعر السردي التاريخي والسرد والشفهي الدرامي».
يُعرف أنيس أيضًا بكونه رائدًا في الرباعية وهو فرع من الشعر الأوردوي، إلى جانب كونه سيد المراثي. فقد كان متخصصًا كذلك بالرباعيات وهي قصائد كاملة قصيرة مكونة من أربعة أسطر فقط. قام مير أنيس بإثراء محتويات الشعر الرباعي مما جعلها ملونة ومتعددة الأبعاد. فقد قدم مير أنيس معركة كربلاء وتأثيرها على الشعر الرباعي. وهكذا وسع نطاق الرباعيات إلى حدود لا يسبر غورها. أدى إدراج كربلاء وواقعة الطف إلى ازدهار الشعر الرباعي الأردي. وهكذا، وجدت العديد من الجوانب الداخلية والخارجية في حياتنا صدى لها في الرباعية الاوردوية.

## التكريم الأدبي

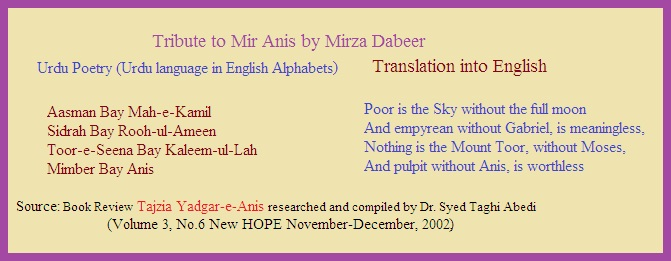

نظمت أكاديمية دبير في لندن ندوة دولية حول «أنيس ودابير في الأدب الأردي» بمناسبة الذكرى المئوية الثانية لميلاد مير أنيس وميرزا دبير. عقدت ندوة بعنوان «مير أنيس أدبنا عاليًا» في 19 أبريل 2001 من قبل مجلس الفنون الباكستاني وكراتشي وجمعية باك العربية الأدبية، مع فرمان فاتحبوري في الكرسي ومهدي مسعود كضيف رئيسي. كما نظم مجلس الفنون في كراتشي في أبريل 2002 أمسية لإحياء الذكرى المئوية الثانية لميلاد مير أنيس. وفي آب 2003، عُقدت ندوة وطنية حول مير أنيس نظمها قسم الأوردو في جامعة حيدر أباد المركزية.